# Daniel Konopelski
Daniel Konopelski (ur. 1 stycznia 1976) – polski piłkarz, występujący na pozycji pomocnika.

## Życiorys
Syn Zbigniewa i Krystyny. Wychowanek Unii Nowa Sarzyna, reprezentant Polski U-16 i U-18. Na początku 1993 roku został piłkarzem Stali Mielec. Podczas okresu przygotowawczego do sezonu 1994/1995 zdobył bramkę w sparingu z reprezentacją Kuwejtu. W sezonie 1995/1996 spadł ze Stalą z I ligi, a sezon później – z drugiej. Ogółem w barwach Stali rozegrał 67 ligowych spotkań, z czego 38 w I lidze. W sezonie 1997/1998 reprezentował barwy Wawelu Kraków. Następnie przeszedł do trzecioligowych Tłoków Gorzyce. W 2000 roku awansował z tym klubem do II ligi. W 2002 roku opuścił gorzycki klub. Jesienią 2002 roku był piłkarzem Łady Biłgoraj, zdobywając dla tego klubu jedną bramkę. Przed rundą wiosenną opuścił klub i wyjechał za granicę. W 2008 roku, po powrocie z Anglii, został zawodnikiem Unii Nowa Sarzyna.

## Statystyki ligowe
| Sezon         | Klub          | Liga     | Mecze | Gole |
| ------------- | ------------- | -------- | ----- | ---- |
| 1992/1993 (w) | Stal Mielec   | I liga   | 1     | 0    |
| 1993/1994     | Stal Mielec   | I liga   | 2     | 0    |
| 1994/1995     | Stal Mielec   | I liga   | 16    | 1    |
| 1995/1996     | Stal Mielec   | I liga   | 19    | 1    |
| 1996/1997     | Stal Mielec   | II liga  | 29    | 3    |
| 1997/1998     | Wawel Kraków  | II liga  | 6     | 0    |
| 1998/1999     | Tłoki Gorzyce | III liga | 29    | 8    |
| 1999/2000     | Tłoki Gorzyce | III liga | 33    | 4    |
| 2000/2001     | Tłoki Gorzyce | II liga  | 28    | 1    |
| 2001/2002     | Tłoki Gorzyce | II liga  | 22    | 0    |
| 2002/2003 (j) | Łada Biłgoraj | III liga | ?     | 1    |